# Всеволожский, Павел Петрович Паук

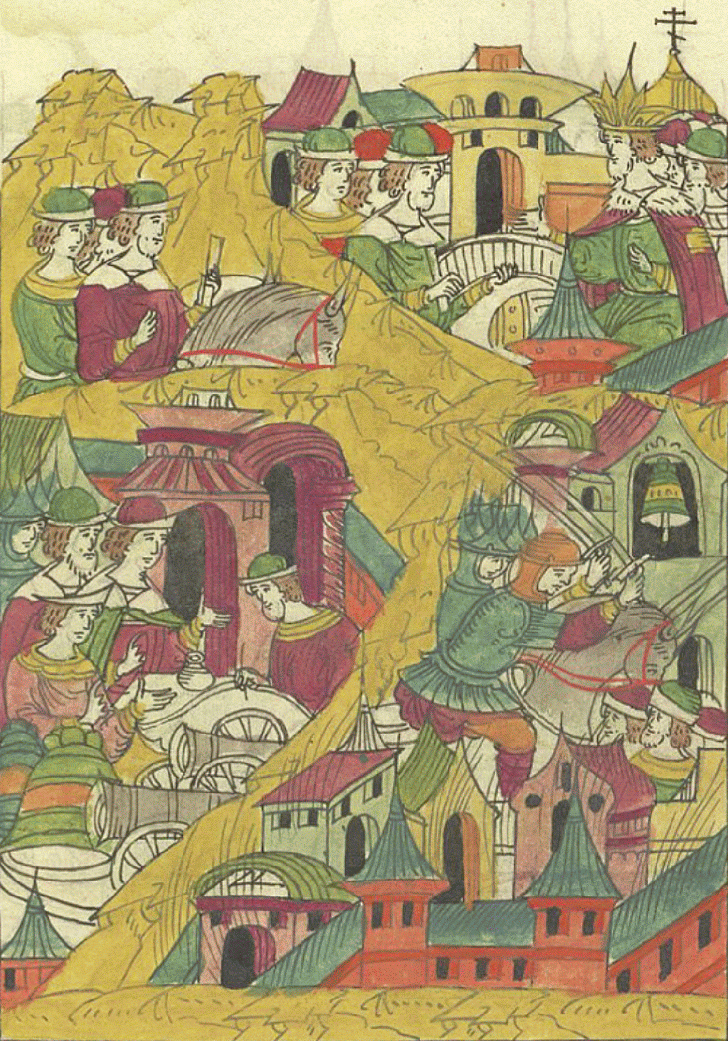
Павел Заболоцкий (слева миниатюры) пишет грамоту Ивану Грозному о походе на город Лаус, Лицевой летописный свод, XVI в.

Павел Петрович Всеволожский (Всеволож-Заболоцкий) по прозвищу Паук — голова, воевода и наместник во времена правления Ивана IV Васильевича Грозного.
Из дворянского рода Всеволожских. Единственный сын стольника Петра Ивановича Всеволожского (Всеволож-Заболоцкого) по прозвищу Трясиголова.

## Биография
В октябре 1551 года написан во вторую статью московских детей боярских. В апреле 1552 года послан с Вятки с войском на Каму, и указано ему явиться под начальство боярина и князя Глинского. В 1556 году голова над казанскими князьями, мурзами и крещёнными татарами в шведском походе. Осенью 1558 года послан с казанцами воеводой Сторожевого полка на Лифляндию, где во многих боях лифляндцев побил, город Костёр взял, у городов Алыста, Корелова, Бобана, Юрьева, Ракобора, Муки, Конгуда, Лауса, Ругодева и Аксила предместья выжгли, нанеся неприятелю большое разорение до Риги и Колываня. По возвращении назначен вторым воеводой в Иван-город, откуда послан третьим воеводой под Орешек, а потом третьим же воеводой в Ракобор. В 1559—1560 годах наместник в Путивле. В апреле 1561 года собирал ратных людей во Пскове, откуда отправился вторым воеводой Сторожевого полка в походе на Лифляндию. В 1562—1563 годах назначен первым воеводой в Лаусе. В сентябре 1565 года второй городовой воевода в Вильяне.
Имел поместье в Пскове.